# Enseignant-éducateur
 (janvier 2013).
Si vous disposez d'ouvrages ou d'articles de référence ou si vous connaissez des sites web de qualité traitant du thème abordé ici, merci de compléter l'article en donnant les références utiles à sa vérifiabilité et en les liant à la section « Notes et références ».
En France, un enseignant-éducateur est un enseignant spécialisé du premier degré (professeur des écoles) qui a pour mission l’accompagnement pédagogique et éducatif des élèves en EREA/LEA .
Il œuvre en particulier à l'internat éducatif qui constitue un aspect important du secteur éducatif des EREA/LEA.

## Les missions de l’enseignant éducateur
Les missions de l'enseignant-éducateur sont  définies dans la Circulaire n° 2004-026 du 10 février 2004. Il est avant tout un enseignant ayant obtenu le CRPE,  et il a pour objectif premier de 'permettre la prévention des difficultés d'apprentissage ou de leur aggravation et favoriser la réussite scolaire des élèves'.
Ses missions nombreuses sont précisées dans la circulaire précitée : ‘Il contribue au développement de la socialisation et de l'autonomie des élèves, à leur éducation à la citoyenneté et aux loisirs. Il participe à leur formation générale par la mise en œuvre d'activités culturelles, artistiques et sportives. Il accompagne le processus d'insertion sociale et professionnelle des élèves. Il est le référent de certains pour la gestion de leur projet individualisé de formation, dont il est le garant. Il aide à résoudre ou à prévenir l'aggravation des difficultés d'apprentissage par une aide et un soutien au travail personnel des élèves.

## Le soutien scolaire
Le soutien scolaire des élèves internes s'appuie sur deux actions principales: l'aide à la lecture individualisée, et la résolution des difficultés d'apprentissage en petit groupe, ou contextualisée.

### L’aide à la lecture
Il s'agit d'un accompagnement individualisé, qui a pour objectif de résoudre les difficultés spécifiques liées à la lecture,  en fonction des difficultés propres à chaque élève, diagnostiquées en classe en début d'année scolaire. Cet accompagnement prend la forme de séances individuelles ou par groupe de deux élèves.

### La pratique des études dirigées
Celle-ci se fait par petits groupes (6-12 élèves suivant le niveau), et permet de renforcer les compétences acquises en classe, voire de diagnostiquer des difficultés spécifiques. Les études dirigées se font en salle de classe sur les temps d'internat, sous la responsabilité des professeurs des écoles. 
La résolution des difficultés d'apprentissage se fait aussi par une aide contextualisée et lors des moments de vie quotidienne.

## L’accompagnement éducatif
La présence de Professeurs des écoles lors des moments de la vie quotidienne permet d'utiliser toutes les opportunités pour aider les élèves dans l'acquisition de compétences liées au socle commun des connaissances et des compétences, mais aussi l'acquisition de savoir-être utiles pour se rendre disponibles pour recevoir les enseignements en classe et à l'internat éducatif.
L’accompagnement lors des moments de vie quotidienne   permet le renforcement des compétences 6 et 7 du socle commun des connaissances et des compétences (compétences sociales et civiques, et l'autonomie et l'initiative). 
Il permet aussi de travailler de façon informelle sur la compréhension et l'expression orale, sur la culture humaniste au cours d'échanges constructifs, et sur de nombreuses compétences transversales.

## Les méthodes

### L’analyse des besoins éducatifs particuliers de l'élève et leurs répercussions sur les apprentissages[8]
L’enseignant éducateur repère en premier lieu les difficultés de l’élève et de quelle façon elles s’expriment dans la vie quotidienne. Il tient compte des conséquences de ces difficultés dans les processus d’apprentissage, mais aussi dans les relations sociales. 

### La construction d’un projet d'aide spécialisée ou d'enseignement adapté
Au vu des difficultés propres à l’élève et aux observations effectuées, l’enseignant-éducateur élabore un projet d’aide spécialisée ou d’enseignement adapté, et en définit les objectifs et les stratégies. Celui-ci se construit en cohérence avec le projet d’internat éducatif, le projet d’établissement, et aux projets des partenaires sociaux. Ce projet ne peut se construire que dans l’établissement d’une relation de confiance avec l’élève et la famille de l’élève, et dans la concertation dès la phase d’élaboration du projet. Le projet comporte deux volets : un concernant les aides spécialisées dont peut avoir besoin l’élève ; l’autre concernant la mise en œuvre de l’enseignement adapté dans le cadre de la construction d’un projet d’orientation et de formation professionnelle.

### La mise en œuvre des pratiques pédagogiques ou éducatives différenciées et adaptées
L’enseignant-éducateur fait preuve d’une capacité d’adaptation aux difficultés spécifiques de l’élève et des compétences scolaires prioritaires définies dans le projet d’aide spécialisée ou d’enseignement adapté. Il aide l’élève à prendre conscience de ce qu’il peut faire pour améliorer ses compétences et ses relations aux autres.

### La construction de son identité professionnelle dans la complémentarité de celle des partenaires avec lesquels il travaille
L’enseignant-éducateur travaille en collaboration avec l’ensemble des adultes œuvrant en EREA/LEA : l’équipe pédagogique, l’équipe éducative, les partenaires sociaux. Cela requiert une capacité à la communication et à l’explicitation, mais aussi à l’écoute et au travail en équipe, aussi bien pour les aides spécialisées que pour l’enseignement adapté.